# نظام دستغیب شیرازی
میرزا/میر نظام‌الدین نظام بن حسین دستغیب شیرازی (۱۶۰۰–۱۶۳۰م) شاعر و خوش‌نویس ایرانی بود.

## زندگی
میرزا نظام بن امین‌الدین حسین دستغیب شیرازی در سال ۱۶۰۰م/۱۰۰۹ق در شیراز زاده شد. فنون شعر و ادب را نزد ملا محمد عزی فراگرفت. به هندوستان مهاجرت کرد و در آنجا شکوفا شد. نظام شیرازی در خوشنویسی به ویژه خط نستعلیق نیز ممتاز بود و بر موسیقی نیز آشنایی داشت.

نظام در سی سالگی در سال ۱۶۳۰م/۱۰۳۹ق در شیراز درگذشت و در حافظیه دفن شد؛ ماده‌تاریخ آن از نظمی تبریزی:
| حیف و صد حیف از نظام دستغیب |  | آنکه او در بی‌مثالی شد مثل |
| در سخن‌سنجی چه نیکو شیوه‌ای   |  | داشت ارزانی بدو لطف ازل   |
| حسرتا، دردا که در سی سالگی  |  | شد گریبانگیر او دست اجل   |
| سال مرگش را ز نظمی خواستم   |  | گفت دریاب از: نظام بی‌بدل  |

## آثار
- دیوان: نزدیک به سه هزار بیت شامل غزل، قصیده، ترجیع‌بند، رباعی و ساقی‌نامه. پایان‌نامه‌ای با موضوع تصحیح این دیوان در سال ۱۳۸۸ش در دانشگاه قم نشر شده است. [۶]

## نمونه اشعار
| دردا که فلک چو یار برگشت |  | وز کشتنم آن نگار برگشت   |
| می آمد و بود غافل از من  |  | چون دید مرا ز عار برگشت  |
| در وادی محنت آن گیاهم    |  | کز شومی من بهار برگشت    |
| ای دشمن جان آشنایی       |  | شهرت دِهِ رسم بی وفایی     |
| کار دل ازان نمی شود راست |  | کز زلف گره نمی گشایی     |
| چون مهر که در فتد ز روزن |  | هر لحظه ز دیده در دل آیی |

| ساقی بده آن می که به رنگ لب یار است |  | آن می که رخ سرخ ازو رشک روان است   |
| ساقی دگر از زاهد دل مرده مکن شرم    |  | می درده و انگار که او سنگ مزار است |